# 최두열
최두열(崔杜烈, 1932년 경남 고성 ~ 1995년)은 대한민국의 정치인, 공무원이다. 고등고시 사법과(사법시험의 전신)과 고등고시 행정과(행정고시)에 합격하여 경찰관에 임용되고 부산시와 서울시 시경국장, 내무부 치안국장, 노동청장, (정부 직할) 부산시장, 중앙정보부 차장보, 중앙정보부 특별보좌관 등을 역임했다.

## 약력
- 서울대학교 법과대학 졸업
- 서울대 법대 2학년 재학 중 고등고시 행정과 수석, 사법과에 6위로 동시 합격
- 경찰관에 임용
- 총경, 경찰전문학교 훈련교관
- 1960년 9월 27일 : 내무부 치안국 치안경제과장(총경)
- 1961년 7월 19일 : 일반직 공무원으로 전환, 행정서기관에 임용되어 내무부 치안국 수사지도과장이 되다.
- 1962년 7월 27일 : 모범공무원 표창장
- 1963년 12월 23일 : 강원도경찰국장
- 1964년 1월 28일 : 내무부 치안국 수사지도과장
- 1965년 : (정부 직할) 부산시 경찰국장
- 1967년 1월 : 가정의날설정 범시민운동협회 부산시추진위원회 위원장
- 1967년 10월 7일 : 내무부 치안국 경무과장
- 1968년 2월 22일 : 서울특별시 경찰국장
- 1969년 4월 12일 : 내무부 치안국장
- 1970년 3월 7일 : 변호사 개업
- 1970년 4월 16일 : (정부 직할) 부산시장
- 1971년 : 농어촌개발공사 사장
- 1971년 9월 22일 농어촌개발공사 총재[1]
- 1973년 1월 19일 : 노동청장
- 1975년 6월 30일 : 중앙정보부 차장보
- 1979년 1월 : 중앙정보부장 특별보좌관
- 1979년 10월 28일 : 10.26 사태 당시 김재규 중앙정보부장의 특별보좌관이라 하여 면직되다.
- 13대 국회 북구을에서 민주정의당으로 출마했으나 낙선했다.

## 같이 보기
- 10.26 사태
- 가족관계
- 동생 최현열 신동빈 고모부
- 제수 신정숙 신격호 회장 여동생  신동빈 현 회장 고모